# Constante van Feigenbaum

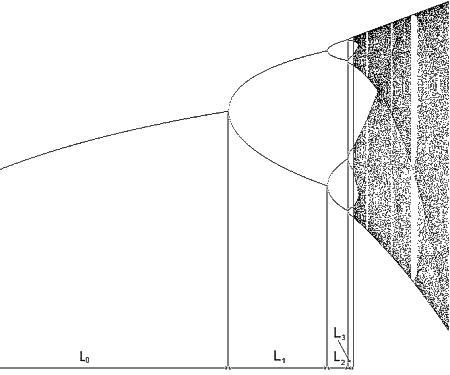
Illustratie

De constante van Feigenbaum is een wiskundige constante die kan optreden in een bifurcatiediagram (zie bifurcatietheorie en chaostheorie). De constante werd in 1980 ontdekt door de Amerikaanse fysicus Mitchell Feigenbaum en heeft de waarde
δ ≈ 4,66920 16091 02990 67185 32038 20466 20161...
De decimale expansie staat in rij A006890 in OEIS.

## De constante als ratio infractals
Het ontstaan van deze verhouding kan worden geïllustreerd aan de hand van de volgende recursieve formule.
{\displaystyle f(x)=a-x^{2}.}
a is de bifurcatieparameter, x is de variabele. De waardes a waar de periode (aantal verschillende constanten waar de functie naar limiteert) van deze functie verdubbelt (de grootste waarde a waar de functie niet naar tussen twee of vier verschillende waardes voor x oscilleert), zijn a1, a2 etc. Deze staan in de volgende tabel:
| n | Periode | Bifurcatieparameter ('an') | Ratio {\displaystyle {\frac {a_{n-1}-a_{n-2}}{a_{n}-a_{n-1}}}} |
| - | ------- | -------------------------- | -------------------------------------------------------------- |
| 1 | 2       | 0.75                       | —                                                              |
| 2 | 4       | 1.25                       | —                                                              |
| 3 | 8       | 1.3680989                  | 4.2337                                                         |
| 4 | 16      | 1.3940462                  | 4.5515                                                         |
| 5 | 32      | 1.3996312                  | 4.6458                                                         |
| 6 | 64      | 1.4008286                  | 4.6639                                                         |
| 7 | 128     | 1.4010853                  | 4.6682                                                         |
| 8 | 256     | 1.4011402                  | 4.6689                                                         |
De ratio in de laatste kolom limiteert naar de eerste Feigenbaum constante.

### Mandelbrot set

Zelfgelijkvormigheid binnen de Mandelbrot set. Het midden van de afbeelding schuift van -1 naar -1,31 op de reële as, terwijl er met ongeveer de Feigenbaum constante wordt ingezoomd.

Bij de Mandelbrot set verschijnt de Feigenbaum constante als verhouding in afstand tussen elkaar grenzende cirkels liggend op het negatieve deel van de reële as op het Complexe vlak.
| n  | Periode = {\displaystyle 2^{n}} | Bifurcatieparameter ('cn') | Verhouding {\displaystyle ={\dfrac {c_{n-1}-c_{n-2}}{c_{n}-c_{n-1}}}} |
| -- | ------------------------------- | -------------------------- | --------------------------------------------------------------------- |
| 1  | 2                               | -0.75                      | —                                                                     |
| 2  | 4                               | -1.25                      | —                                                                     |
| 3  | 8                               | -1.3680989                 | 4.2337                                                                |
| 4  | 16                              | -1.3940462                 | 4.5515                                                                |
| 5  | 32                              | -1.3996312                 | 4.6458                                                                |
| 6  | 64                              | -1.4008287                 | 4.6639                                                                |
| 7  | 128                             | -1.4010853                 | 4.6682                                                                |
| 8  | 256                             | -1.4011402                 | 4.6689                                                                |
| 9  | 512                             | -1.401151982029            |                                                                       |
| 10 | 1024                            | -1.401154502237            |                                                                       |
| ∞  |                                 | -1.4011551890…             |                                                                       |

## Tweede Feigenbaum constante
De tweede constante van Feigenbaum (rij A006891 in OEIS) is de verhouding tussen de diameter van een hoofdtak en zij-vertakking binnen het inwendige van de Mandelbrot set.
α ≈ 2,50290 78750 95892 82228 39028 73218...